# Luigi Boccherini
Luigi Boccherini (ur. 19 lutego 1743 w Lukce, zm. 28 maja 1805 w Madrycie) – włoski kompozytor i wiolonczelista epoki klasycyzmu oraz rokoko, dzięki któremu wiolonczela awansowała do rzędu instrumentów solowych. Uważany za jednego (obok Haydna) z twórców kwartetu smyczkowego.
Luigi Boccherini pochodził z muzycznej rodziny, jego ojciec grał na wiolonczeli oraz kontrabasie. Naukę gry na wiolonczeli rozpoczął pod kierunkiem ojca, w wieku pięciu lat. W  1757 r. rozpoczął studia w Rzymie pod kierunkiem Giovanniego Battisty Costanziego. W 1761 r. wyjechał do Hiszpanii, gdzie w 1770 znalazł zatrudnienie u infanta Ludwika Antoniego – młodszego brata Karola III. Współpraca zakończyła się, gdy królowi nie spodobał się fragment jednego z utworów, a poirytowany kompozytor podwoił dany motyw. Po tym incydencie, obrażony Boccherini udał się w góry Gredos, gdzie stworzył swoje najsłynniejsze dzieła. Do mecenasów twórczości Boccheriniego należeli też Lucjan Bonaparte i Fryderyk Wilhelm II Hohenzollern.
Był dwukrotnie żonaty i miał dwie córki. Zmarł w zupełnej biedzie w Madrycie. Jego współcześni spadkobiercy żyją w Hiszpanii. Po śmierci został zupełnie zapomniany, a renesans popularności jego twórczości rozpoczął się w drugiej połowie XX wieku, kiedy jego prace zostały szczegółowo zbadane przez francuskiego muzykologa Yves’a Gérarda w 1969 roku. Powstał wtedy tzw. Boccherini Quintet, który wykonuje muzykę Boccheriniego. Początkowo grał w Paryżu, później odbył światowe tournée.
Luigi Boccherini skomponował około 600 utworów, w tym m.in. 20 symfonii, liczne koncerty wiolonczelowe, setki utworów kameralnych, oratoria, kantaty, operę. Z ogromnego dorobku Boccheriniego największą popularność zdobył menuet z Kwintetu smyczkowego nr 13, zwłaszcza kiedy wykorzystany został w brytyjskiej komedii Jak zabić starszą panią; w Polsce śpiewany przez Wojciecha Młynarskiego z jego własnym tekstem jako Obiad rodzinny.

## Posłuchaj
Początek menueta według transkrypcji na fortepian